# 郑慈珍
郑慈珍（1223年－1264年），号念三，郑开先三子。幼年聪敏好学，弱冠举孝廉。宋淳祐四年（1244年）辛丑科特奏进士，六年授翰林编修，实录院检讨。宝祐元年（1253年）升知夔州军州事，着力医治战乱创伤，慰抚流离百姓，教育人民力耕勤学。但不久因贾似道专权，遂辞官归乡。夔州官员、百姓依依泣别，当地百姓建祠奉祀，《潮阳县志》有载；慈珍公生七子，分别是天、地、玄、黄、宇、宙、洪七房，子孙繁多，大部份聚居本籍神山乡及周边的陇尾乡、双山乡和潮阳区城。慈珍公后承父志，将棉城孔安堂扩建为“郑氏宗祠”。景定五年（1264年）卒，年仅42岁，入祀潮阳“忠义孝悌祠”；葬于南山数钱坑，墓穴名“猫牯地”。